# Micromelum integerrimum
Micromelum integerrimum là một loài thực vật có hoa trong họ Cửu lý hương. Loài này được (Buch.-Ham. ex DC.) Wight & Arn. ex M. Roem. mô tả khoa học đầu tiên năm 1846.